# Nóra Barta
Nóra Barta-Ligárt (ur. 2 kwietnia 1984 w Budapeszcie) – węgierska skoczkini do wody, trzykrotna medalistka mistrzostw Europy, czterokrotna olimpijka (Sydney, Ateny, Pekin, Londyn).

## Przebieg kariery
Debiutowała w 1999 roku, biorąc udział w konkursach Grand Prix rozgrywanych m.in. w Niemczech i we Włoszech. Pierwszy występ Węgierki w imprezie medalowej miał miejsce w czasie letnich igrzysk olimpijskich w Sydney. Zawodniczka przystąpiła do olimpijskiego konkursu skoku z trampoliny, który ukończyła na 22. pozycji z rezultatem 258,33 pkt.
W 2001 pierwszy raz w karierze startowała w mistrzostwach świata, gdzie zajęła 27. pozycję w konkursie skoku z trampoliny 1 m oraz 19. pozycję w konkursie skoku z trampoliny 3 m. Rok później zaś pierwszy raz wystartowała w mistrzostwach Europy – wystąpiła tylko w konkurencji skoku z trampoliny 3 m i zajęła 10. pozycję. W 2003 po raz pierwszy udało jej się zająć miejsce na podium w zawodach Grand Prix, zawodniczka zajęła 2. pozycję w konkursie skoku z trampoliny 3 m, który rozegrano w Madrycie. W 2004 ponownie wzięła udział w letnich igrzyskach olimpijskich, w ramach olimpijskich zmagań w Atenach wystąpiła w konkurencji skoku z trampoliny i zajęła 14. pozycję z wynikiem 212,28 pkt.
W 2006 otrzymała brązowy medal mistrzostw Europy w konkurencji skoku z trampoliny 3 m. W 2008 wywalczyła tytuł wicemistrzyni Europy w konkurencji skoku z trampoliny 1 m oraz zaliczyła trzeci występ na letnich igrzyskach olimpijskich. Podczas olimpijskich zmagań w Pekinie zawodniczka uczestniczyła w konkursie skoku z trampoliny 3 m i zajęła 12. pozycję z wynikiem 269,25 pkt. W 2010 roku otrzymała trzeci w swojej karierze medal mistrzostw Europy, wywalczyła go podczas mistrzostw w Budapeszcie, w konkurencji skoku z trampoliny 3 m.
Ostatnie zawody międzynarodowe z udziałem Węgierki to letnie igrzyska olimpijskie w Londynie, w ich ramach zawodniczka wystąpiła w konkurencji skoku z trampoliny 3 m i uzyskała rezultat 257,70 pkt, z którym uplasowała się na 25. pozycji.